# الوبارن
الوبارن (به اسپانیایی: Alubarén) یک منطقهٔ مسکونی در هندوراس است که در فرانچسکو مورازان واقع شده‌است.